# It-infrastruktur
It-infrastruktur defineres bredt som et sæt af informationsteknologikomponenter (it), der er grundlaget for en it-tjeneste; typisk fysiske komponenter (computer- og datanethardware og faciliteter), men også forskellige software- og netværkskomponenter.
Ifølge ITIL Foundation Course Glossary kan IT-infrastruktur også betegnes som "Al hardware, software, netværk, faciliteter osv., der er nødvendige for at udvikle, teste, levere, overvåge, kontrollere eller understøtte IT-tjenester. Udtrykket it-infrastruktur omfatter al informationsteknologi, men ikke de tilknyttede mennesker, processer og dokumentation."

## Datanet infrastruktur
De steder hvor internettet udveksler datapakker mellem flere ISPere og Content Delivery Networks (CDNs) er it-infrastruktur. Disse steder kaldes IX eller IXP (Internet eXchange Point). Flere af Danmarks internet-knudepunkter kaldes DIX (Danish Internet eXchange point).